# Kurze Marine-Kanone 12 L/16 (Gamma-Gerät)
Die Kurze Marine-Kanone 12 L/16 (Gamma-Gerät) war ein schwerer 42-cm-Mörser, der vom deutschen Heer im Ersten Weltkrieg sowie im Zweiten Weltkrieg von der Wehrmacht  eingesetzt wurde. Dieser 42-cm-Mörser wurde ebenso wie die anderen 42-cm-Mörser des deutschen Heeres sowohl in Deutschland als auch bei den Alliierten Dicke Bertha genannt.

## Geschichte
1912 wurden fünf Exemplare unter der Entwicklungsbezeichnung Kurze Marine-Kanone 12 L/16 in das deutsche Heer eingeführt. Ihre Aufgabe war die Zerstörung belgischer und französischer Forts mittels festungsbrechender Munition. Der Transport der 150 Tonnen schweren Geschütze zum Einsatzort erfolgte mit der Eisenbahn auf zehn Güterwaggons. Es war ein Betonfundament erforderlich, dessen Aushärtezeit eine Woche betrug, hinzu kamen mehrere Tage für die Montage bis zur Feuerbereitschaft des Mörsers. Diese Mörser und fünf nachträglich gefertigte wurden während des Ersten Weltkrieges eingesetzt. Es standen 18 Ersatzrohre zur Verfügung. Laut des Friedensvertrages von Versailles mussten die Geschütze nach dem Ende des Ersten Weltkriegs zerstört oder den Alliierten übergeben werden. Ein Geschütz wurde nachträglich aus Einzelteilen bei Krupp montiert. Zunächst 1936/37 zu Schussversuchen verwendet, wurde es 1939 wieder in das Heer eingegliedert und im Zweiten Weltkrieg eingesetzt. Der erste Einsatz war am 7. Juni 1942 bei der Belagerung der Festung Sewastopol. Im September 1944 wurde das Geschütz bei der Niederschlagung des Warschauer Aufstandes eingesetzt. Während des Zweiten Weltkrieges wurden 1003 Kilogramm schwere Betongranaten verschossen. Die Lebensdauer eines Rohres betrug ungefähr 1000 Schuss.
Aufgrund der geringen Mobilität und der zeitaufwändigen Montage bestellte das preußische Kriegsministerium bei Krupp einen 42-cm-Mörser in Radlafette, die Kurze Marine-Kanone 14 („M-Gerät“) – bekannt geworden als Dicke Bertha.